# Dysocjacyjne zaburzenia ruchu
Dysocjacyjne zaburzenia ruchu – jedna z najlepiej poznanych kategorii zaburzeń psychogennych. Dzielimy je na hipofunkcje i hiperfunkcje. W zaburzeniach tych występuje utrata lub utrudnienie wykonywania ruchów dowolnych.

## Hipofunkcje
Do hipofunkcji zaliczyć należy niedowłady, porażenia kończyn górnych i dolnych niezgodne z anatomicznym unerwianiem. Towarzyszyć mogą przykurcze, astazja, abazja. Dość charakterystyczna jest kamptokormia, jest to zgięcie tułowia do przodu bez wyraźnych przyczyn neurologicznych.
Często występuje mówienie szeptem (łac. pianismus) lub bezgłos histeryczny (afonia).
Z zaburzeń czucia często występują objawy znieczulenia twarzy, języka, kończyn, brak poczucia rozróżniania temperatury, uczucie drewnianej głowy.

## Hiperfunkcje
Do hiperfunkcji należeć będą rozmaite drżenia, tiki, napady polimorficzne, nie przypominające ani czasem trwania, ani obrazem klinicznym napadów padaczkowych. W trakcie takich napadów nie występuje szczękościsk, ani mimowolne oddanie moczu. Napad występuje zwykle w obecności osób z najbliższego otoczenia, może trwać długo i choć nie wiąże się z utratą świadomości, chory może nie odpowiadać na pytania i nie chcieć nawiązywać kontaktu.
Do grupy hiperfunkcji zaliczamy tzw. duży napad histeryczny o obrazie typowej demonstracji, np. z osunięciem się na podłogę lub na łóżko. Potem wystąpić mogą drżenia bez utraty świadomości, ewentualnie nieskoordynowane ruchy kończyn, grymasy twarzy. Charakterystyczny jest długi czas trwania, nawet do kilkunastu minut.

## Rozpoznanie różnicowe
Bierze się pod uwagę napad tężyczki, krwotok podpajęczynówkowy, napad padaczki, psychozę.
Z objawów czuciowych częste są parestezje, i relacje z doznań słuchowych, seksualnych, wzrokowych, bez znamion typowych omamów.
W rozpoznaniu różnicowym należy również brać pod uwagę symulację.